# Przedmieście Mikołajskie

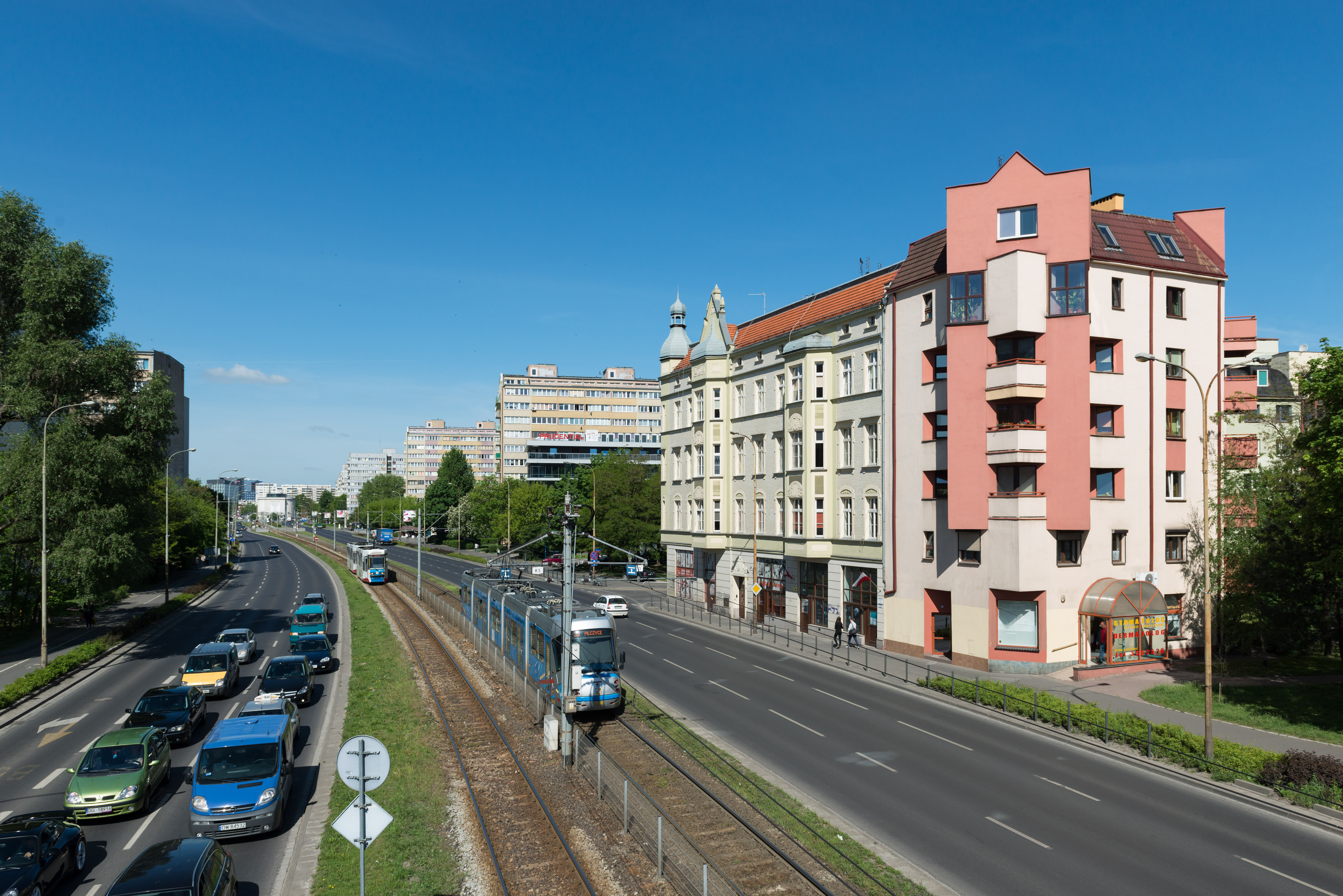
Przedmieście Mikołajskie, ulica Legnicka

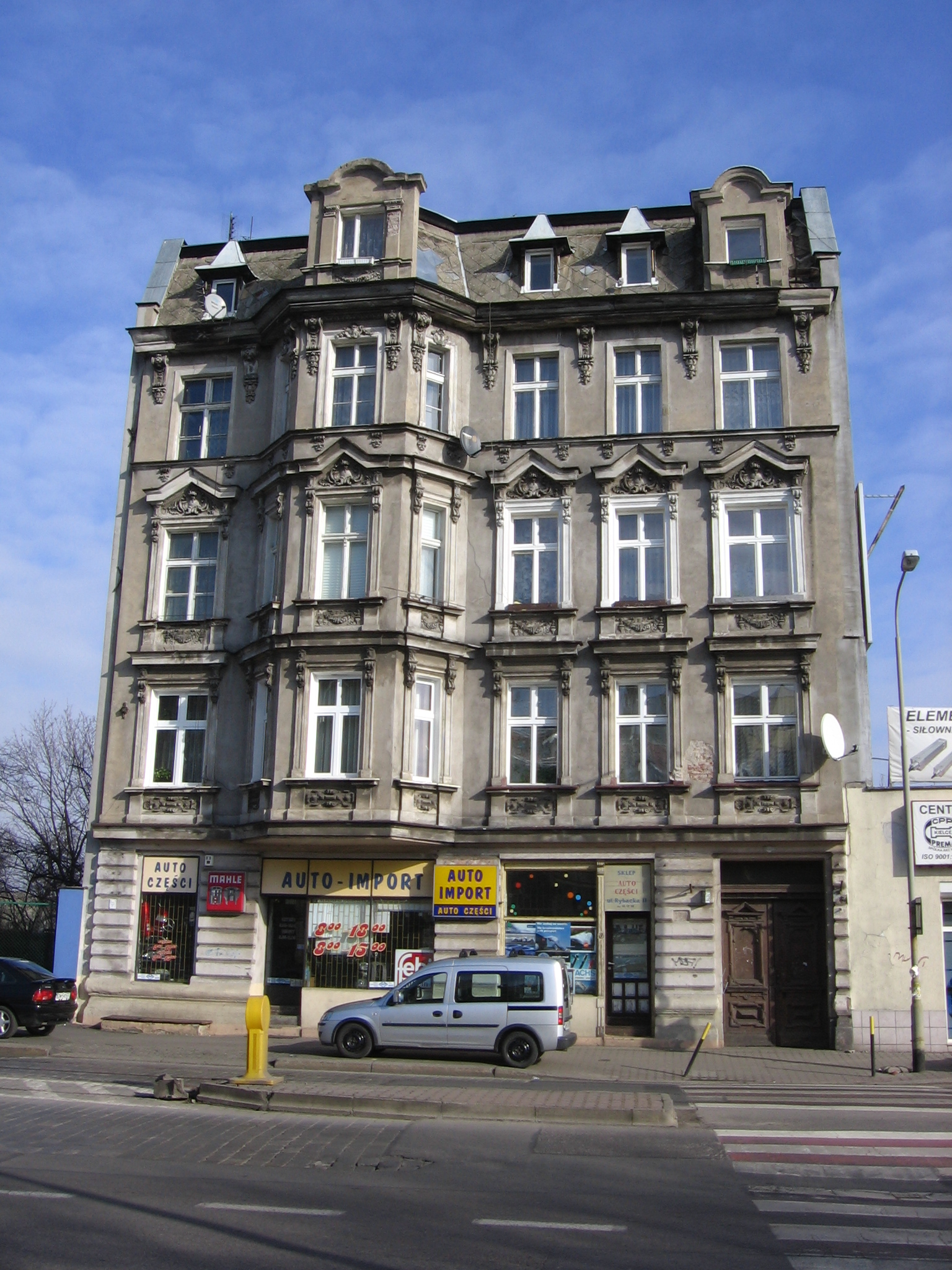
Przedmieście Mikołajskie, kamienica przy ul. Rybackiej 13

Przedmieście Mikołajskie (niem. Nikolai Vorstadt) – historyczna nazwa części Wrocławia położonej na zachód od średniowiecznego centrum miasta, za linią fosy Miejskiej (przed Bramą Mikołajską) aż do wsi Popowice. Obejmowało obszary średniowiecznych wsi Szczepin, Sokolniki i Nabycin, tj. okolice dzisiejszych ulic Szczepińskiej, Sokolniczej, Nabycińskiej, Rybackiej i Zachodniej, początkowy odcinek Legnickiej, plac Jana Pawła II (do 2006 r. pl. 1 Maja) i plac Solidarności (do 2000 r. pl. Czerwony). Przedmieście Mikołajskie w okolicach dzisiejszego Dworca Świebodzkiego przechodziło w sąsiadujące z nim od południa Przedmieście Świdnickie; północną naturalną granicą Przedmieścia Mikołajskiego była linia rzeki Odry.
Nazwa Przedmieścia (tak jak Bramy Mikołajskiej i ulicy św. Mikołaja wiodącej z Rynku do tej bramy) wywodzi się od kościoła św. Mikołaja, wzmiankowanego (jako kaplica) po raz pierwszy w 1175, znajdującego się przy dzisiejszym placu św. Mikołaja (po powojennych zmianach w tutejszej zabudowie i układzie komunikacyjnym ma on kształt zbliżony do trójkąta) leżącym u zbiegu Rybackiej i Zachodniej. Kościół, zniszczony podczas najazdu mongolskiego w 1241, wkrótce został odbudowany i przetrwał aż do najazdu husytów w 1428. Został wówczas zniszczony na tyle poważnie, że powstały w wyniku odbudowy ponad pół wieku później kościół był praktycznie całkowicie nową budowlą; ołtarz tej świątyni konsekrowany został w roku 1486 przez biskupa Jana Rotha. Sam kościół pozostawał poza obrębem murów miejskich i poza pasem wyznaczonym przez regulamin budowlany jako bezpośrednie przedpole obrony miasta (odległość kościoła od fosy wynosiła około pół kilometra), zatem także on narażony był niemal w tym samym stopniu co lekka drewniana zabudowa przedmieść na zniszczenie przez najeźdźców lub obrońców w razie zbliżania się obcych wojsk do Wrocławia. Choć przejęcie Śląska od Austrii przez Prusy w wyniku pierwszej z wojen śląskich odbyło się w 1741 bez walk w okolicach Wrocławia i kościół ani Przedmieście Mikołajskie nie zostały poszkodowane, to kolejne starcia w 1757 i 1760 spowodowały dość pokaźne zniszczenia, także na południe od miasta (na Przedmieściu Świdnickim) i na wschód od niego. Tym razem jednak kościół św. Mikołaja oparł się destrukcji.
W drugiej połowie XVIII wieku na Przedmieściu Mikołajskim pojawiły się nowe cmentarze, zwłaszcza po wprowadzeniu w 1776 zarządzenia króla Prus, w którym zakazał on chowania zmarłych w obrębie murów miejskich. Od tego czasu zaczęto chować Wrocławian m.in. w sąsiedztwie kościoła św. Mikołaja, ale także w innych częściach tego przedmieścia, np. za dzisiejszą ul. Dobrą (łączącą Legnicką z Braniborską, równoległą do Nabycińskiej) chowano zasłużonych obywateli miasta, a przy placu Strzegomskim – ofiary epidemii cholery.
Nadejście Francuzów i ich sojuszników podczas wojny napoleońskiej spowodowało, że dowództwo garnizonu broniącego miasta zdecydowało się – tak jak zdarzało się to już także wcześniej w obliczu zagrożenia oblężeniem – spalić i wyburzyć jego przedmieścia, w tym także Mikołajskie. Podpalenia rozpoczęto już w listopadzie 1806; kleszcze oblężenia wojsk napoleońskich zamknęły się wokół miasta 8 grudnia, a przed Bożym Narodzeniem spłonął kościół św. Mikołaja. Pomimo wypalenia przedpola obrona miasta nie trwała długo, garnizon poddał się już miesiąc po podejściu Francuzów pod miejskie fortyfikacje, 7 stycznia 1807. Francuzi zarządzili likwidację murów miejskich i od tego czasu datuje się szybki rozrost miasta w kierunku jego przedmieść. W 1808 Przedmieście Mikołajskie – na zachodzie aż do linii dzisiejszych ulic Starogranicznej i Przedmiejskiej – zostało włączone w obręb miasta. Wkrótce obszar Przedmieścia Mikołajskiego zaczął zyskiwać charakter wielkomiejski, już w 1825 jej główna arteria – ulica Legnicka – uzyskała nawierzchnię brukowaną. Kościół, od którego patrona przedmieście zyskało swoją nazwę, przez kilka dziesięcioleci pozostawał zrujnowany aż do roku 1872, kiedy na jego miejscu rozpoczęto budowę kolejnej, trzeciej już świątyni pod tym samym wezwaniem. Nowy neogotycki halowy kościół pw. św. Mikołaja ukończono w 1883; przetrwał on do oblężenia Festung Breslau w 1945, kiedy w wyniku ostrzału został zniszczony tak dalece, że jego resztki zburzono ostatecznie w latach 50. XX w.
Ponowna zabudowa Przedmieścia Mikołajskiego po zniszczeniach II wojny światowej rozpoczęła się na większą skalę dopiero w latach 60. i 70. XX w., ale charakter tej dzielnicy zmienił się w stopniu bardzo istotnym w porównaniu z zabudową z I połowy XX wieku. W miejsce reprezentacyjnych kamienic pojawiły się wielopiętrowe bloki w technologii wielkopłytowej. Oprócz monotonnej zabudowy mieszkaniowej pojawiło się tu także kilka obiektów użyteczności publicznej, które budzić mogą zainteresowanie swą formą, m.in. ośrodek badań medycznych diagnostycznych „Dolmed” przy ul. Legnickiej 40, jak również kościół pw. Chrystusa Króla przy ul. Młodych Techników 17.